# غيهوئية (أرزوئية)
غیهوئیة (بالفارسية: گیهوئیه) هي قرية تقع في إيران في Arzuiyeh Rural District.